# Knepukari
Knepukari är en ö i Finland. Den ligger i Bottenhavet och i kommunen Sastmola i den ekonomiska regionen  Björneborgs ekonomiska region i landskapet Satakunta, i den västra delen av landet. Ön ligger omkring 53 kilometer norr om Björneborg och omkring 270 kilometer nordväst om Helsingfors.
Öns area är 1 hektar och dess största längd är 190 meter i nord-sydlig riktning.